# ویندسور، کبک

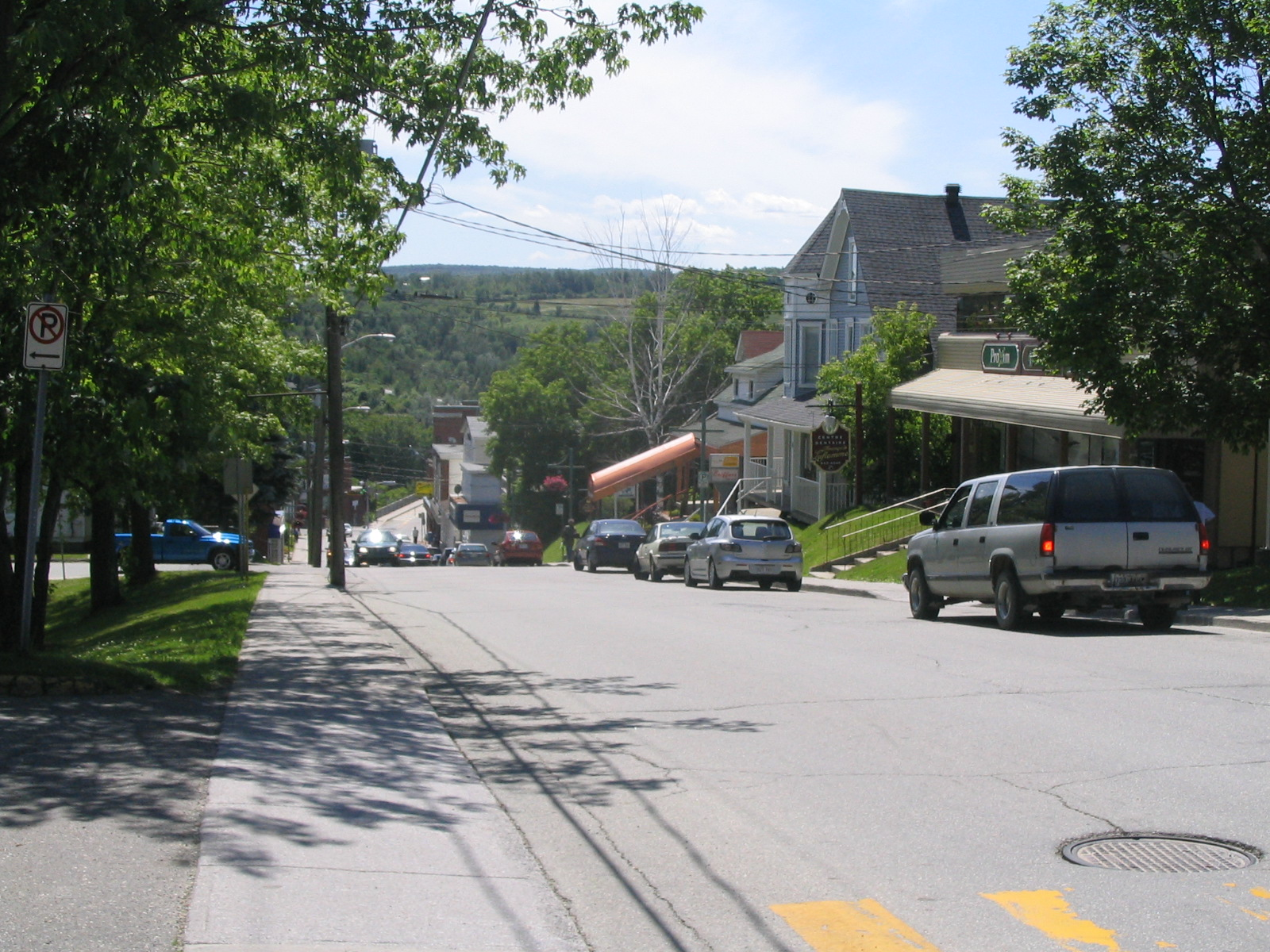
خیابانی در ویندسور کبک

ویندزور (به فرانسوی: Windsor) شهرکی در منطقه شهری لو وال-سن-فرانسوا ناحیه استری در استان کبک کانادا است. در سرشماری سال ۲۰۱۱ این شهرک ۵٬۴۵۴ نفر جمعیت داشته‌است و مساحت آن ۱۳٫۷۸ کیلومتر مربع است.